# La hija adoptiva
La hija adoptiva (生さぬ仲 Nasanu naka?) es una película dramática muda japonesa de 1932 dirigida por Mikio Naruse y basada en una novela de Shunyo Yanagawa. Es el primer largometraje que se conserva del director.

## Sinopsis
Tamae Kiyooka, regresa a Japón después de seis años de ausencia para reencontrarse con su hija. Su exmarido, Shunsaku Atsumi, se encuentra en una mala situación y la empresa que dirige está al borde de la quiebra. Cuando descubre que el misterioso inversor que se ofrece a ayudarle no es otro que su exesposa y que quiere recuperar a su hija, rechaza la oferta. La quiebra es inevitable, los bienes de la familia Atsumi son embargados, Shunsaku es arrestado, su esposa Masako, su madre Kishiyo y su hija Shigeko se mudan a una casa modesta. Masako tiene que aceptar un trabajo como vendedora en unos grandes almacenes.
Tamae Kiyooka, ayudada por su hermano y su ex suegra Kishiyo, que no soporta esta situación de pobreza, organiza el secuestro de Shigeko. Masako y Kusakabe, un amigo de su marido, luchan por recuperar a la pequeña. Por su parte, Tamae Kiyooka, a pesar de todos sus esfuerzos y sus dones, no logra que su hija la quiera, y está lo único que quiere es encontrar a su «verdadera madre». Ante el rechazo de Shigeko, Tamae finalmente toma la difícil decisión de regresar a los Estados Unidos, devolverle a su hija a su exmarido y dejarle su fortuna a la niña.

## Elenco
- Yoshiko Okada como Tamae Kiyooka
- Shin'yō Nara como Shunsaku Atsumi
- Yukiko Tsukuba como Masako, la esposa de Atsumi
- Toshiko Kojima como Shigeko, la hija de Atsumi
- Fumiko Katsuragi como Kishiyo, la madre de Atsumi
- Jōji Oka como Masaya Kusakabe
- Ichirō Yūki como Keiji Makino
- Shozaburo Abe como «Gen el pelícano»

## Recepción
La biógrafa de Naruse, Catherine Russell, relacionó este filme con otras películas de Naruse de la misma época, como Tres hermanas de corazón puro, ¡Esposa! ¡Sé como una rosa! y La mujer en boca de todos, al utilizar la figura popular pero controvertida de la moga (chica japonesa moderna con valores y estilo de moda occidentales), que contrastaba con la otra mujer o hermana más tradicional.
La hija adoptiva se proyectó en la Cinemateca Francesa en 2006 y en el Festival Internacional de Cine de Berlín en 2007 en su programa «Retrospektive».